# پلوژنا
پلوژنا (به چکی: Plužná) یک منطقهٔ مسکونی در جمهوری چک است که در ناحیه ملادا بولسلاو واقع شده‌است. پلوژنا ۵٫۵۳ کیلومتر مربع مساحت و ۲۴۰ نفر جمعیت دارد و ۳۰۱ متر بالاتر از سطح دریا واقع شده‌است.